# Вилхелм I фон Лимбург-Бройч
Вилхелм I фон Лимбург-Бройч (на немски: Wilhelm I von Limburg-Broich; * 1385; † 28 февруари 1459) е управляващ граф на Лимбург (1400 – 1442), господар на Бройч (днес част от Мюлхайм) (1397 – 1437) и Бедбург.

## Биография
Той е първороденият син на граф Дитрих IV фон Лимбург-Бройч († 1400), господар на Бройч, и съпругата му Лукардис фон Бройч († 1412), дъщеря на рицар Дитрих V фон Бройч/III († 1372) и Катарина фон Щайнфурт († сл. 1391). Внук е на рицар граф Еберхард II фон Лимбург († 1344) и Юта фон Сайн-Сайн († сл. 1380). Брат е на граф Дитрих V фон Лимбург-Бройч (†1444), и на Елизабет фон Лимбург († сл. 1417), омъжена през 1385 г. за Дитрих IV фон Фолмещайн († 1397).
През края на 1396 г. херцог Вилхелм II фон Берг сключва договор с Вилхелм I, брат му Дитрих V и баща му Дитрих IV, с който те се задължават да помагат на херцога в предстоящата война с граф Дитрих II фон Марк. В битката при Клеверхам на 7 юни 1397 г. баща му губи и е пленен, освободен е срещу голяма сума.
През 1400 г., след смъртта на баща му, братята наследяват графството Лимбург, господството Бройч и къщата Фитингхоф. На 16 ноември 1401 г. двамата братя получават Лимбург и Бройч от херцог Вилхелм II фон Берг.
Двамата братя разделят наследството на 4 декември 1412 г. Вилхелм трябва веднага да управлява сам графството Лимбург, неговата част от господството Бройч получава съпругата му като вдовишка резиденция. След като съпругата му Метца умира през 1437 г., Вилхелм се отказва напълно от Бройч в полза на брат му Дитрих.
На 23 март 1442 г. граф Вилхелм преписва графството Лимбург с всичко и всички права на дъщеря си Маргарета и нейния съпруг Гумпрехт.

## Фамилия
Вилхелм I фон Лимбург-Бройч се жени пр. 15 август 1397 или 24 април 1403 г. за Мехтхилд/Маргарета (Метца) фон Райфершайд († 1437), наследничка на Бедбург, дъщеря на Йохан V фон Райфершайд, Бедбург-Дик († 1418) и Рикарда фон Боланд († 1399). Те имат децата:
- Дитрих фон Лимбург († сл. 1408)
- Маргарета фон Лимбург († 1479), наследничка на Бедбур и Хакенбройч, омъжена пр. 3 април 1422 г./на 5 май 1425 г. за граф Гумпрехт II фон Нойенар (* ок. 1400; 9 март 1484), наследствен фогт на Кьолн